# Grandfield (Oklahoma)
Grandfield es una ciudad ubicada en el condado de Tillman en el estado estadounidense de Oklahoma. En el año 2010 tenía una población de 	1038 habitantes y una densidad poblacional de 	471,82 personas por km².

## Geografía
Grandfield se encuentra ubicada en las coordenadas 34°13′49″N 98°41′16″O / 34.23028, -98.68778 (34.230213, -98.687646).

## Demografía
Según la Oficina del Censo en 2000 los ingresos medios por hogar en la localidad eran de $21,500 y los ingresos medios por familia eran $27,222. Los hombres tenían unos ingresos medios de $23,281 frente a los $16,250 para las mujeres. La renta per cápita para la localidad era de $13,823. Alrededor del 26.7% de la población estaban por debajo del umbral de pobreza.